# Kylix des Providence-Malers (Heidelberg 57/8)
Mit der Kylix des Providence-Malers (Inventarnummer 57/8) besitzt das Antikenmuseum der Universität Heidelberg ein zentrales Werk des frühklassischen Providence-Malers.

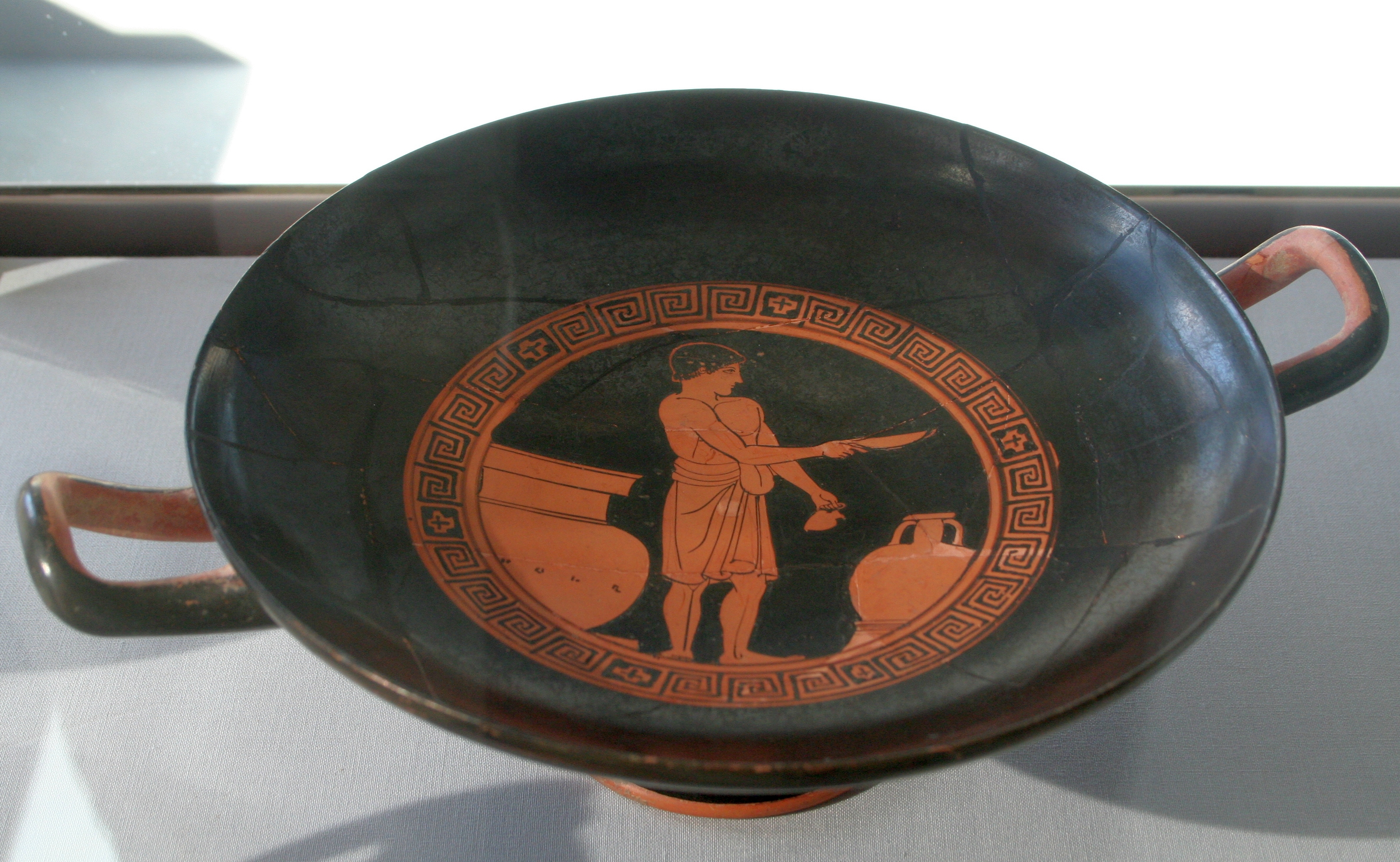
Heidelberg 57/8

Eher ungewöhnlich an dieser 8,2 Zentimeter hohen und 20,7 Zentimeter im Durchmesser umfassenden Trinkschale ist, dass sie außen keine Bemalung, sondern nur schwarzen Glanztonüberzug als Schmuck aufweist. Somit konzentriert sich die ganze Darstellung auf das rotfigurige Tondo im Inneren der Schale. Dieses ist mit einem Mäander und sechs unregelmäßig verteilten Kreuzplatten gerahmt. Nicht unüblich sind Motive aus dem Symposion, für das derartige Trinkgefäße genutzt wurden, ungewöhnlich ist jedoch, dass das zentrale Bild einen eher unbeteiligten Teilnehmer, nämlich einen jungen Mundschenk zeigt. Damit dieser seinen Dienst verrichten kann, hat er seinen Mantel um seine Hüften geschlungen. Vor ihm steht eine Spitzamphora in einem Ständer – in dieser wurde der ungemischte Wein aufbewahrt. Weil der Genuss unverdünnten Weines im antiken Griechenland verpönt war, wurde dieser in großen Mischgefäßen mit Wasser verlängert. Ein solches Mischgefäß, ein großer, geradezu überdimensionaler Krater, steht hinter ihm. In der linken Hand hält er eine kleine Kanne, in ihr wurde der gemischte Wein serviert, den er in die Schale in seiner rechten Hand gefüllt hat. Auf dem Kopf trägt er einen Kranz, auch das gehörte zu Symposien. Sehr wahrscheinlich auf den Knaben verweisend ist eine mittlerweile verblasste rote Inschrift auf dem schwarzen Grund bezogen: altgriechisch ΗΟ ΠΑΙΣ ΚΑΛΟΣ – der Knabe ist schön. Eine auf antiken Vasen häufig auf Knaben und junge Männer bezogene Aussage. Eine zweite noch lesbare Aufschrift auf dem Krater lautet altgriechisch ΚΑΛΕ – die Schöne. Eine solche Inschrift kann sich in diesem Zusammenhang nur auf bei Symposien anwesende Hetären oder andere Unterhalterinnen oder weibliche Prostituierte beziehen, wobei die Grenzen zwischen diesen Berufsgruppen häufig fließend waren.
Die Kylix wird in den Zeitraum um 470/60 v. Chr. oder etwas später zur Mitte des Jahrhunderts datiert. Sie wurde aus fein geschlämmtem attischen Ton gefertigt. Der Überzug besteht aus feinstem schwarzen Glanzton. Sie ist in mehreren Fragmenten überliefert worden und wurde an mehreren Stellen leicht ergänzt. Das Schalenbild ist im Vergleich zur von Henkel zu Henkel verlaufenden Achse der Schale verschoben, was auf die Körperhaltung während des Symposions, wo man auf Klinen lag, zurückzuführen ist. Somit konnte das Bild dem Betrachter bei einer etwas gedrehten Körperhaltung ohne Verdrehung Freude bereiten.